# Emeritus
Dopolnilo emeritus (častni, zaslužni; množina emeriti) se uporablja predvsem v povezavi s poklicnim naslovom profesor ali škof, včasih tudi zaslužni znanstvenik ali raziskovalec. Dodeljuje se za posebne zasluge profesorjev, ponekod pa tudi redno ob upokojitvi, saj nakazuje le njegov "upokojenski" status (slovenjeno tudi: emeritirani profesor), zato je avtomatično prevajanje tujih "emeritusov" kot "zaslužnih profesorjev" pogosto neustrezno. 
Rimskokatoliški škofi dobijo ta dodatek ob upokojitvi, kar se sloveni kot upokojeni (...ime ustrezne škofije...) škof, to pa se je leta 2013 prvič zgodilo tudi v primeru papeža Benedikta XVI. ob njegovem odstopu, katerega naziv "emeritus" oz. "emeritirani papež" neustrezno prevajajo v slovenski jezik kot "zaslužni papež", saj odraža le nov status in torej enako kot pri ostalih škofih nima nobene zveze z (dejanskimi) zaslugami.  
V Sloveniji naslov zaslužni profesor pomeni posebno priznanje za dolgoletno strokovno, predavateljsko in mentorsko delo, ki se podeljuje ob oz. po upokojitvi, ne redno poklicno stopnjo.